# Tooma Reservoir
Tooma Reservoir är en reservoar i Australien. Den ligger i delstaten New South Wales, i den sydöstra delen av landet, omkring 360 kilometer sydväst om delstatshuvudstaden Sydney. Tooma Reservoir ligger 1 202 meter över havet.
Trakten runt Tooma Reservoir består i huvudsak av gräsmarker. Trakten runt Tooma Reservoir är nära nog obefolkad, med mindre än två invånare per kvadratkilometer. Genomsnittlig årsnederbörd är 1 573 millimeter. Den regnigaste månaden är juni, med i genomsnitt 190 mm nederbörd, och den torraste är november, med 84 mm nederbörd.